# Арьи, Бернард
Бернард Нии Арьи (англ. Bernard Nii Aryee; род. 23 апреля 1973) — ганский футболист, полузащитник. Бронзовый призёр летних Олимпийских игр 1992 года.

## Биография
Бернард Арьи родился 23 апреля 1973 года.

### Клубная карьера
Начал профессиональную карьеру в 1989 году в клубе чемпионата Ганы — «Грит Олимпикс». В 1991 году перешёл в «Хартс оф Оук». Летом 1995 года стал игроком нидерландского АЗ, который выступал в Первом дивизионе страны. Спустя год перешёл в другой клуб из Первого дивизиона Нидерландов — «Зволле».
В 1998 году являлся игроком сингапурского «Марине Кастл Юнайтед». Завершил карьеру игрока в 2000 году в ганской команде «Либерти Профешионалс». В настоящее время является детским тренером в американской команде «Монтклер Юнайтед».

### Карьера в сборной
Летом 1989 года принял участие в составе юношеской сборной Ганы до 17 лет в чемпионате мира в Шотландии. Гана заняла третье место в группе, уступив Бахрейну и Шотландии, обогнав при этом Кубу. Арьи принял участие во всех трёх играх своей команды и забил один гол в ворота Кубы.
В августе 1992 года главный тренер олимпийской сборной Ганы Сэм Ардай вызвал Бернарда на летние Олимпийские игры в Барселоне. В команде он получил 15 номер. В своей группе ганцы заняли первое место, обогнав Мексику, Австралию и Данию. В четвертьфинале Гана обыграла Парагвай (4:2), а в матче 1/2 финала уступила Испании (0:2). В матче за третье место ганцы смогли обыграть Австралию со счётом (1:0) и стали обладателями бронзовых наград. Арьи на турнире сыграл в четырёх играх.
В составе национальной сборной Ганы выступал с 1996 года по 1999 год, проведя в составе сборной 6 игр. В 1996 году сыграл на турнире Simba 4 Nations Tournament в Южной Африке.

## Достижения
- Бронзовый призёр летних Олимпийских игр: 1992